# Potentialabschätzung
Die Potentialabschätzung ist eine biologische Methode zur Bewertung der Biotopvielfalt aufgrund der Schätzung möglicher Vorkommen von Tierarten.

## Vorgehen und Methodik
Meist werden in einem ersten Arbeitsschritt alle relevanten Untersuchungen, die bisher im betreffenden Gebiet durchgeführt wurden, zusammengestellt. Dazu werden auch Ortskundige, welche manchmal schon seit vielen Jahren regelmäßig Beobachtungen durchführen, befragt und Hinweise auf Vorkommen von Zielarten (meist FFH-Arten oder nach BNatSchG geschützter Arten) aufgenommen.
Auf Grundlage der vorliegenden Daten sowie aktueller Verbreitungsatlanten einzelner Tiergruppen wird dann eine fachliche Einschätzung bezogen auf die potenziellen Vorkommen weiterer geschützter Arten gegeben.
Folgende Klassifizierung wird vielfach verwendet:
- aN aktueller Nachweis: Die Art ist in den aktuellen Untersuchungen für das betreffende Gebiet nachgewiesen worden.
- pV potenzielles Vorkommen anzunehmen: Die Art kann im Gebiet vorkommen, da geeignete Lebensräume vorhanden sind und auch die ausgewerteten faunistischen Daten für ein mögliches Vorkommen sprechen bzw. die Art vor dem untersuchungszeitpunkt im Gebiet nachgewiesen wurde.
- pVn potenzielles Vorkommen unwahrscheinlich: Für diese Art sind im Gebiet zwar geeignete Lebensräume vorhanden, ihr Vorkommen ist aber aufgrund der Kenntnisse zur Verbreitung u. a. zurzeit nicht wahrscheinlich.
- Va Vorkommen auszuschließen: Für diese Art sind im Gebiet keine geeigneten Lebensräume vorhanden bzw. die Analyse der vorhandenen Daten zur Verbreitung ergibt keinen Hinweis auf ein mögliches Vorkommen.

### Typische Tiergruppen
- Wirbellose (meist für Fließgewässer)
- Libellen (für Gewässer)
- Heuschrecken (naturnahe Wiesen)
- Tag- und Nachtfalter (Grünland)
- Vögel (fast alle Habitate)
- Fledermäuse

## Anwendung
Die Potentialabschätzung ersetzt keine aktuellen Erfassungen der einzelnen Tiergruppen. Als Methode stellt sie in planungsrechtlichen Verfahren eine für den Auftraggeber finanziell günstige und einfache Begutachtung dar.